# Nora (comune)
Nora è un comune svedese di 10 393 abitanti, situato nella contea di Örebro. Il suo capoluogo è la cittadina omonima.

## Località
Nel territorio comunale sono comprese le seguenti aree urbane (tätort):
- Ås
- Gyttorp
- Nora
- Striberg

## Amministrazione

### Gemellaggi
- Köyliö
- Kõo
- Fladungen
- Hône